# Нариманов, Турал Мобил оглы
Тура́л Мобил оглы Нарима́нов (азерб. Tural Mobil oğlu Nərimanov; 27 октября 1989, Баку) — азербайджанский футболист, защитник.

## Клубная карьера
Выступал за клубы премьер-лиги Азербайджана «Стандард» Баку, «Карван» (Евлах), «Нефтчи» (Баку), МОИК, АЗАЛ, «Кяпаз».

## Сборная Азербайджана
В составе молодёжной сборной Азербайджана выступал под № 5. С 4 по 10 января и с 25 мая по 2 июня 2009 года в составе молодёжной сборной Азербайджана провёл учебно-тренировочные сборы в турецких городах Анталья и Кайсери. Сыграл 5 матчей и забил 1 гол в отборочном турнире молодёжного чемпионата Европы 2011 года.
Со 2 по 5 марта 2009 года в составе национальной сборной Азербайджана был на учебно-тренировочных сборах в немецком городе Франкфурт.

## Ссылки

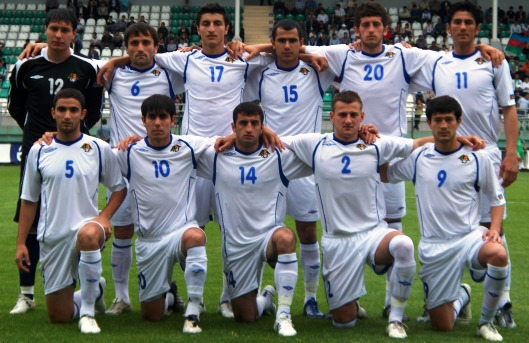
Турал Нариманов в составе Молодёжной сборной Азербайджана (U 21) под № 5